# Chambre régionale de commerce et d'industrie Poitou-Charentes
La chambre régionale de commerce et d'industrie de Poitou-Charentes avait son siège au Futuroscope.

## Mission
À ce titre, elle était un organisme chargé de représenter les intérêts des entreprises commerciales, industrielles et de service de Poitou-Charentes et de leur apporter certains services. Elle mutualisait et coordonnait les efforts des six CCI de cette ancienne région.
Comme toutes les CRCI, elle était placée sous la tutelle du préfet de région représentant le ministère chargé de l'industrie et le ministère chargé des PME, du Commerce et de l'Artisanat.

### Service aux entreprises
- Création, transmission, reprise des entreprises ;
- Innovation ARIST ;
- Formation et emploi ;
- Services aux entreprises ;
- Observatoire économique régional ;
- Études et développement ;
- Aménagement et développement du territoire ;
- Environnement et développement durable ;
- Tourisme ;
- Appui aux entreprises du commerce ;
- Performance industrielle ;
- Appui à l’international ;
- Emploi et développement des compétences ;
- Intelligence économique ;
- Appui aux mutations ;
- Services à la personne.

## CCI en faisant partie
- chambre de commerce et d'industrie d'Angoulême
- chambre de commerce et d'industrie de Cognac
- chambre de commerce et d'industrie des Deux-Sèvres
- chambre de commerce et d'industrie de La Rochelle
- chambre de commerce et d'industrie de Rochefort et de Saintonge
- chambre de commerce et d'industrie de la Vienne

## Historique
- 2006 : Création de la CRCI à la suite de la séparation de la chambre régionale de commerce et d'industrie Limousin-Poitou-Charentes.
- 2017 : Dissolution; les CCI départementales sont rattachées à la nouvelle chambre de commerce et d'industrie de région Nouvelle-Aquitaine[1].

## Pour approfondir